# Горнсдорф
Горнсдорф (нім. Gornsdorf) — громада в Німеччині, розташована в землі Саксонія. Входить до складу району Рудні Гори. Складова частина об'єднання громад Буркгардтсдорф.
Площа — 4,18 км2. Населення становить 1897 ос. (станом на 31 грудня 2020).

## Галерея

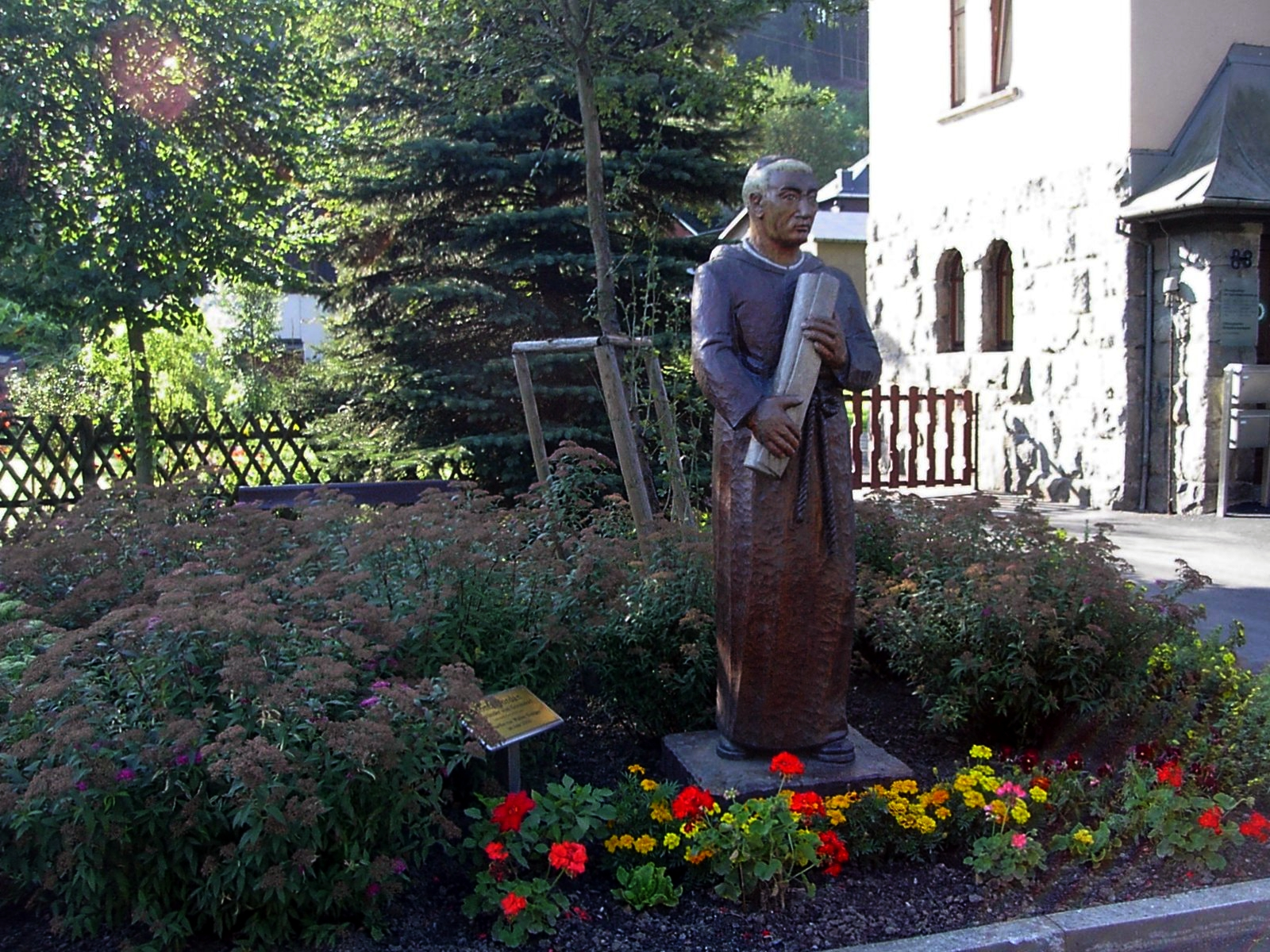
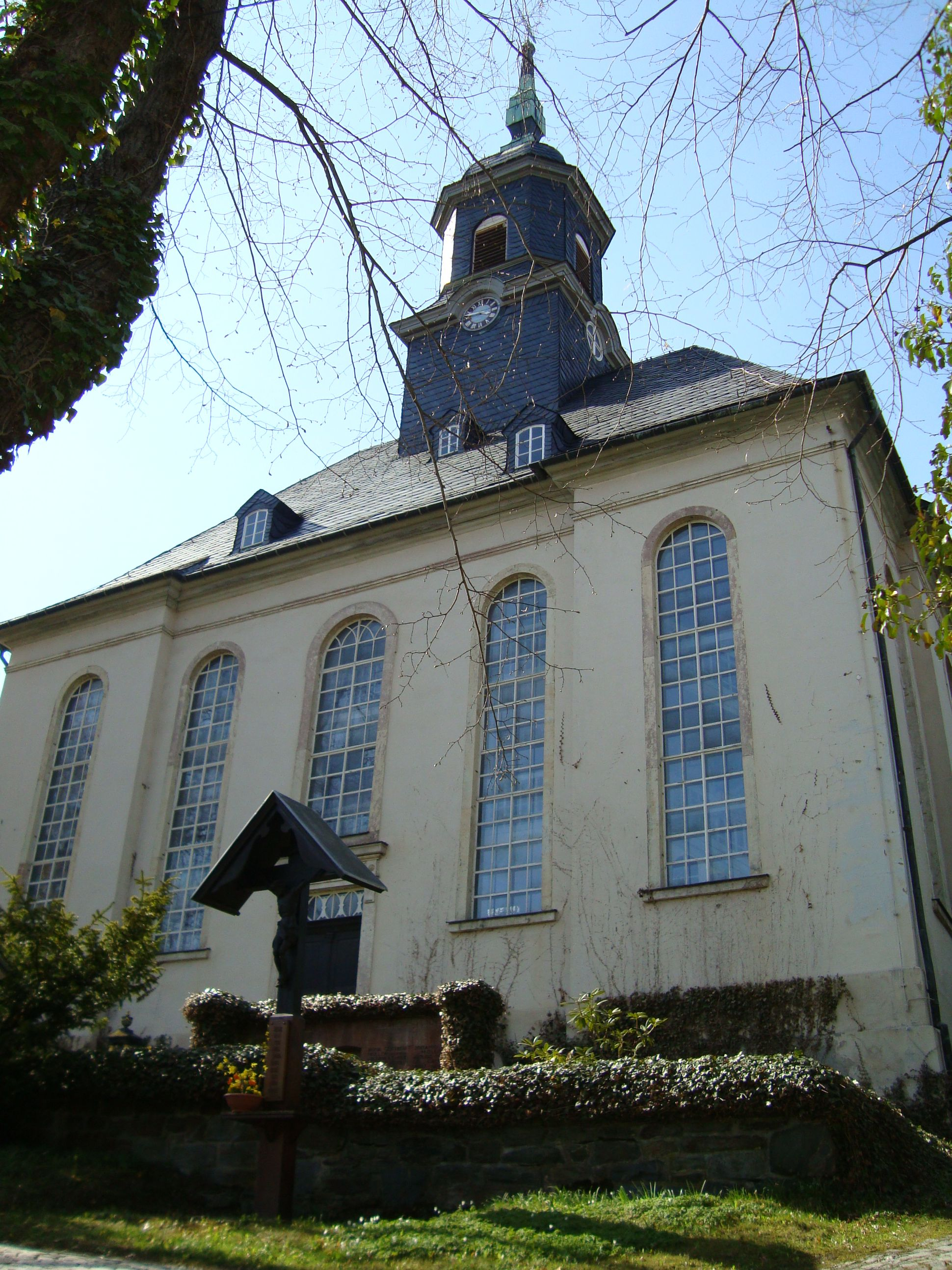
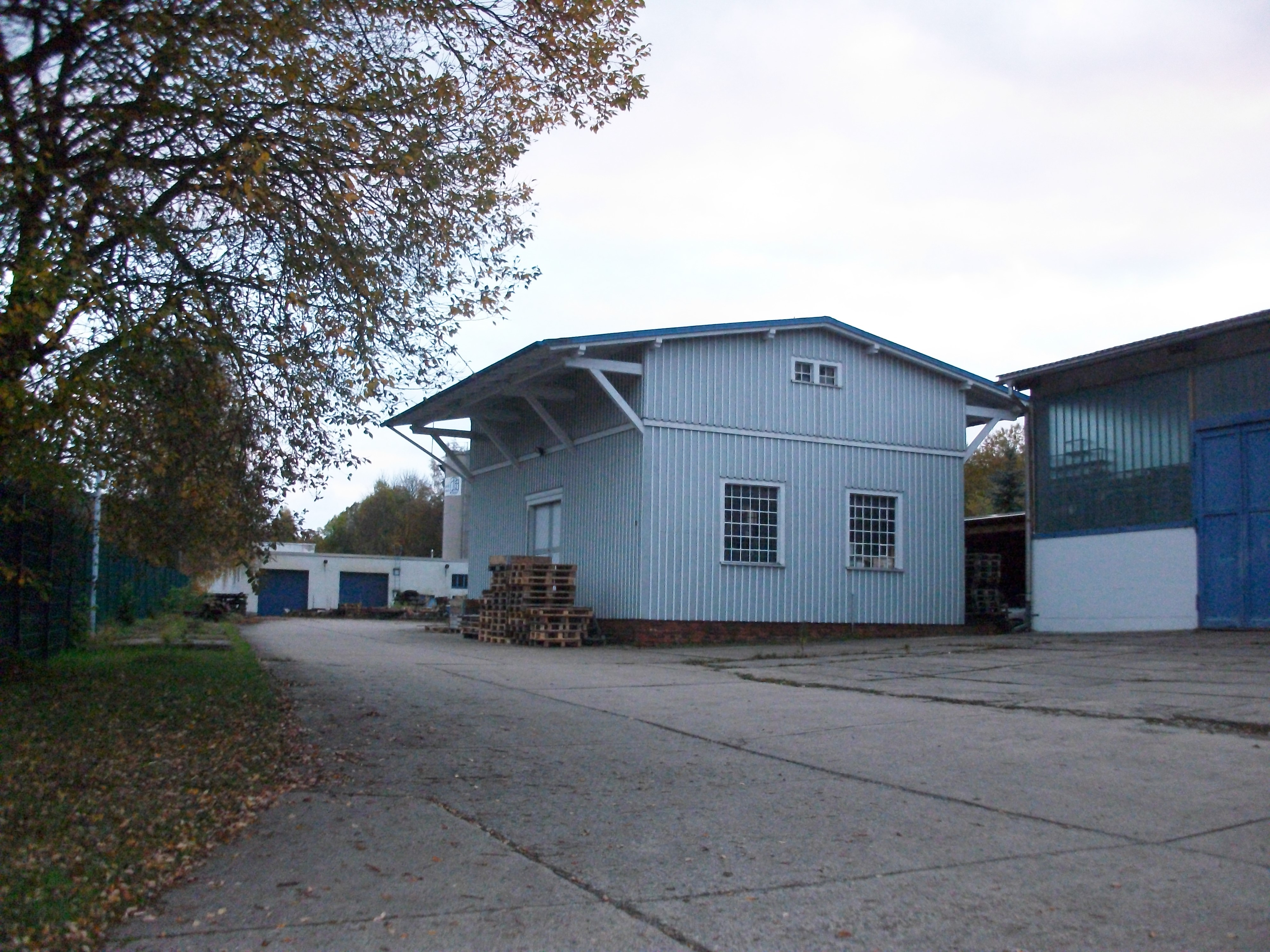